# Bilbalogo
Bilbalogo är en ort i Burkina Faso.   Den ligger i regionen Centre-Sud, i den centrala delen av landet, 50 kilometer söder om huvudstaden Ouagadougou. Bilbalogo ligger 327 meter över havet och antalet invånare är 934.
Terrängen runt Bilbalogo är platt. Närmaste större samhälle är Kombissiri, 16,0 kilometer norr om Bilbalogo.
Omgivningarna runt Bilbalogo är en mosaik av jordbruksmark och naturlig växtlighet. Runt Bilbalogo är det ganska tätbefolkat, med 62 invånare per kvadratkilometer.